# Coryphantha cornifera
Coryphantha cornifera är en kaktusväxtart som först beskrevs av Dc., och fick sitt nu gällande namn av Lem.. Coryphantha cornifera ingår i släktet Coryphantha, och familjen kaktusväxter. Inga underarter finns listade i Catalogue of Life.

## Bildgalleri

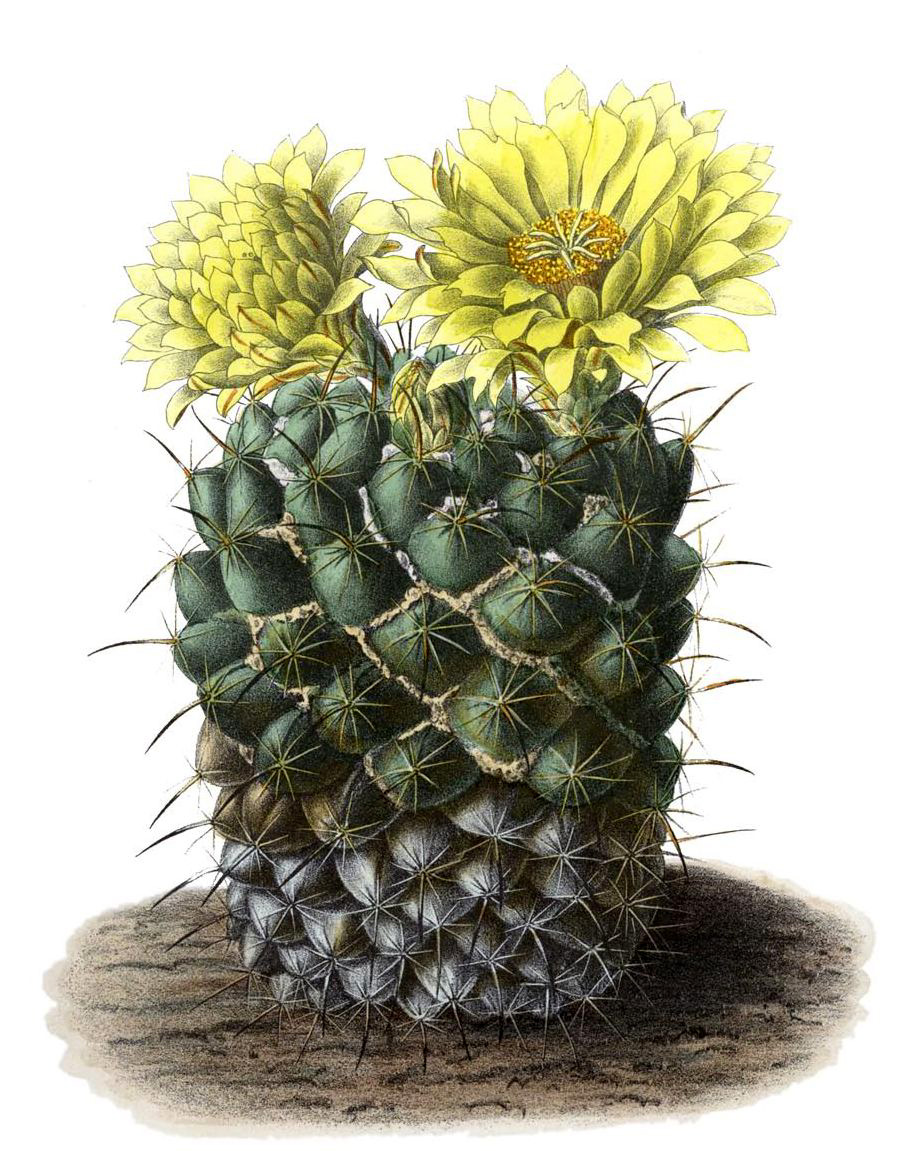
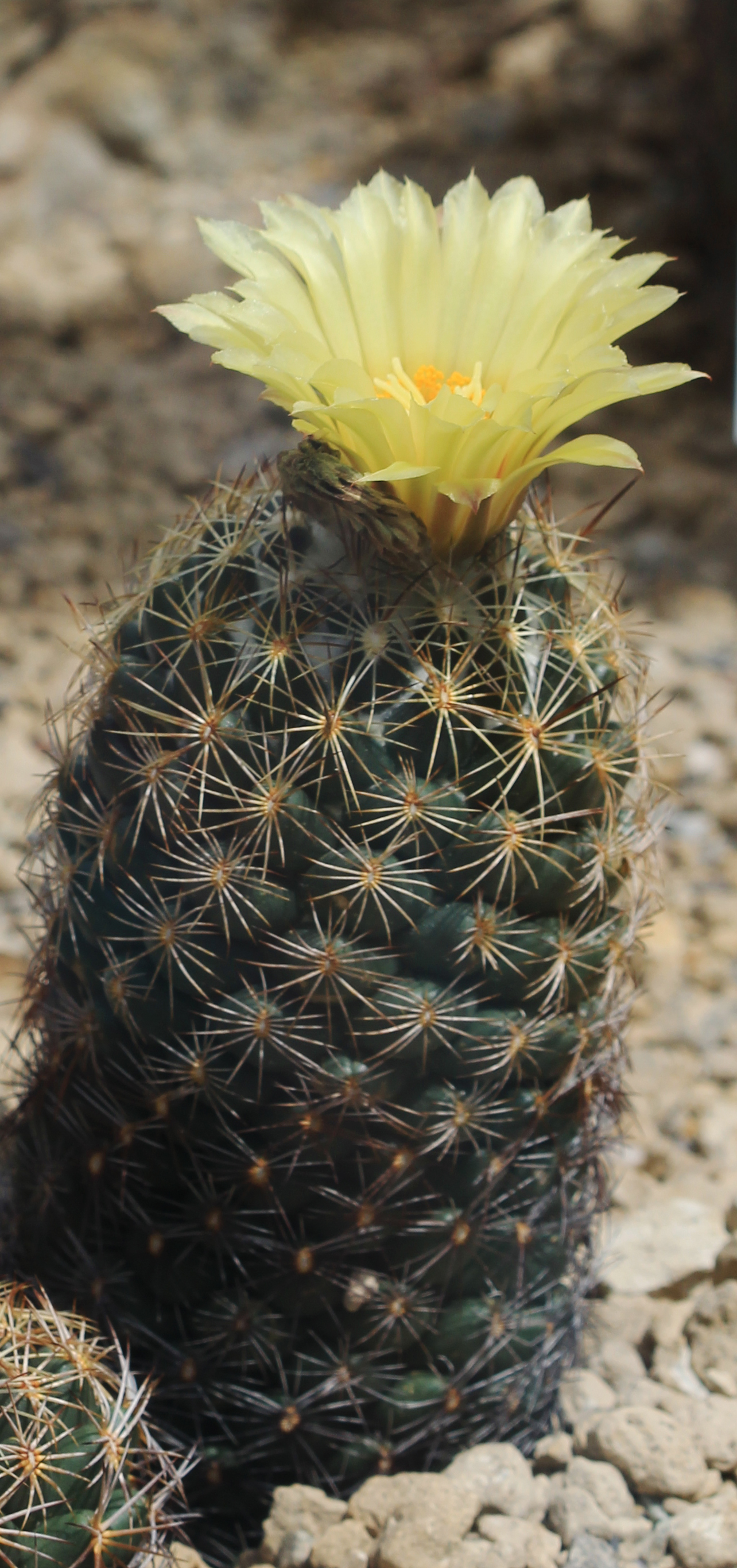
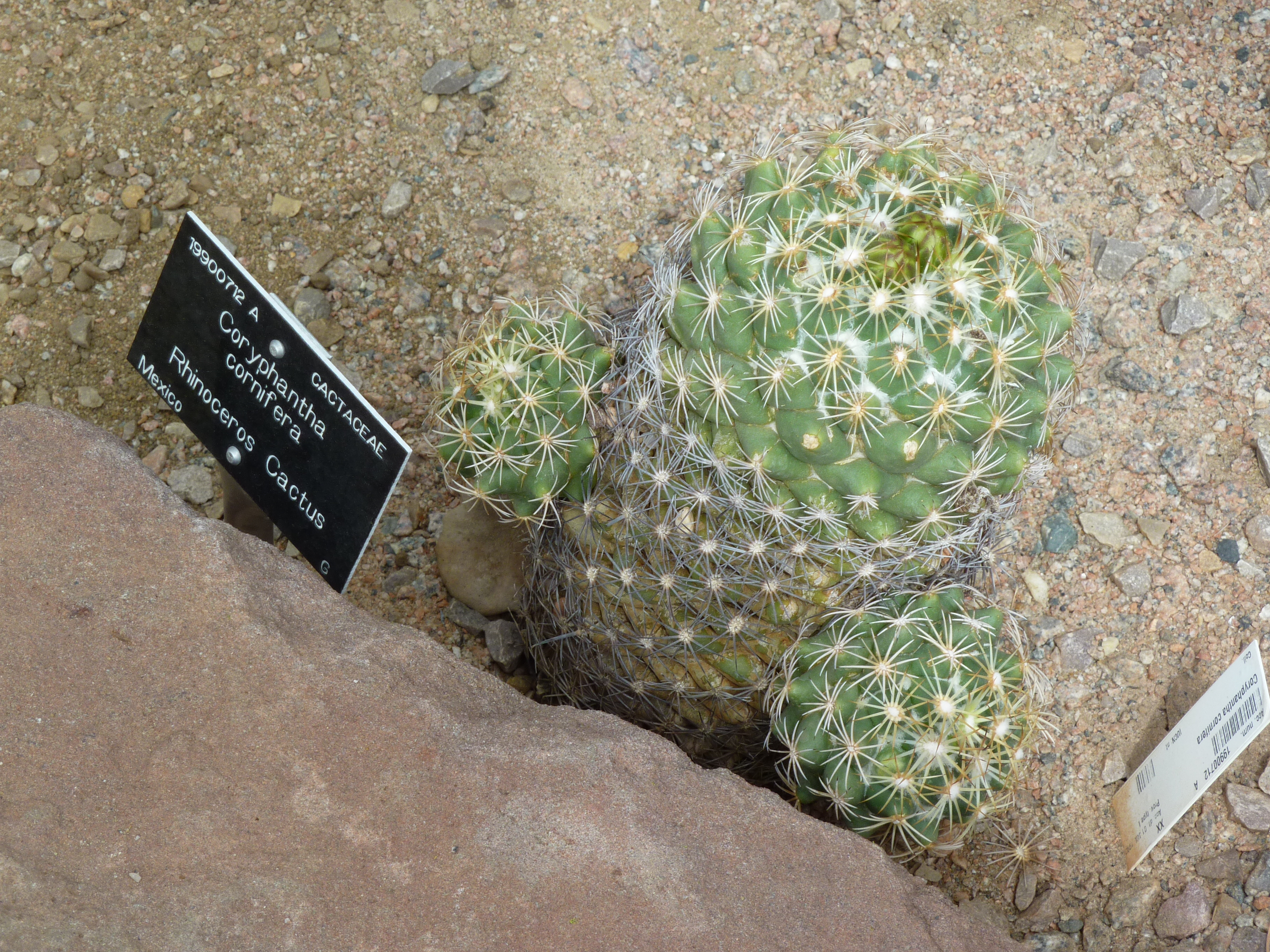
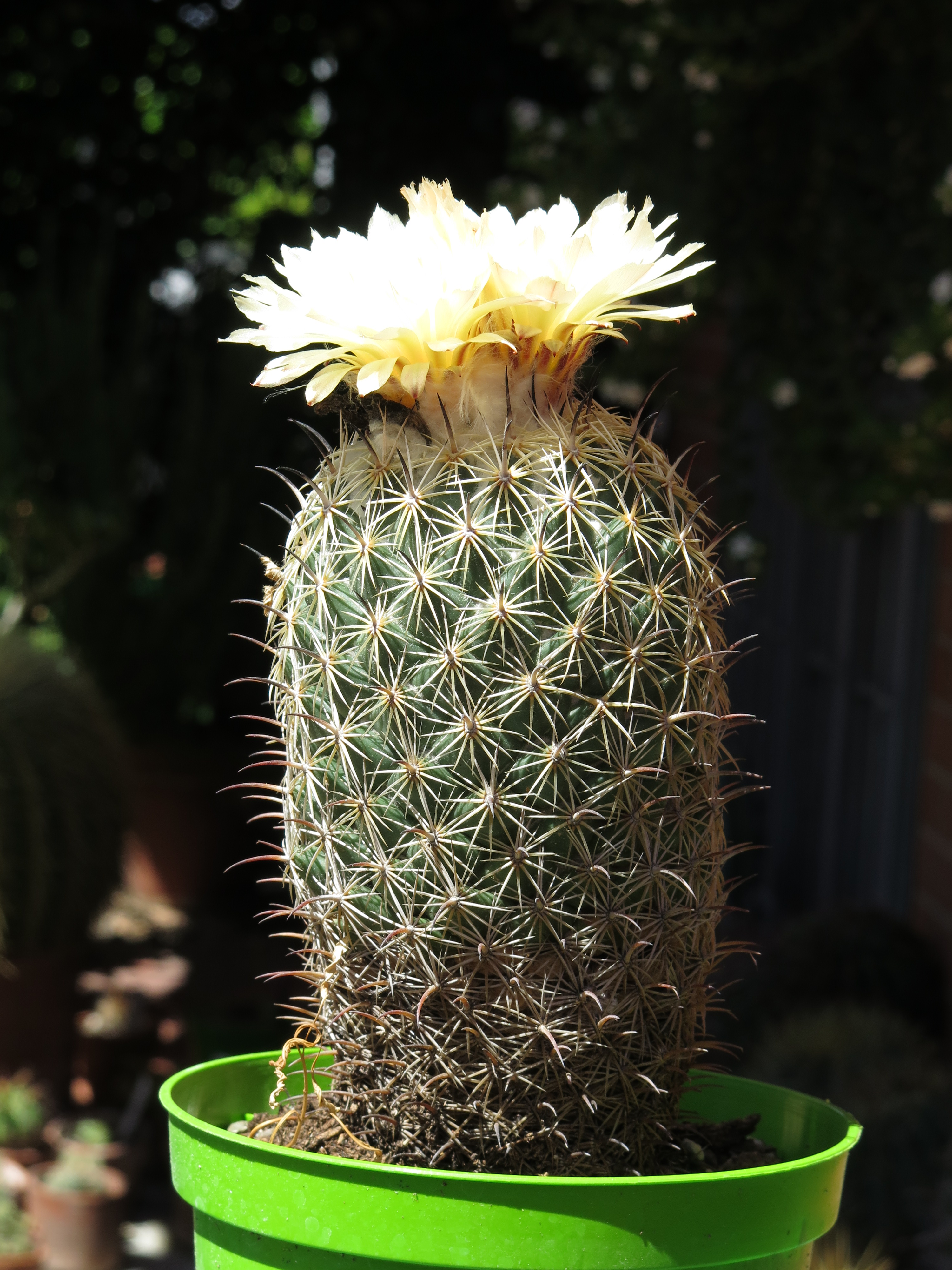
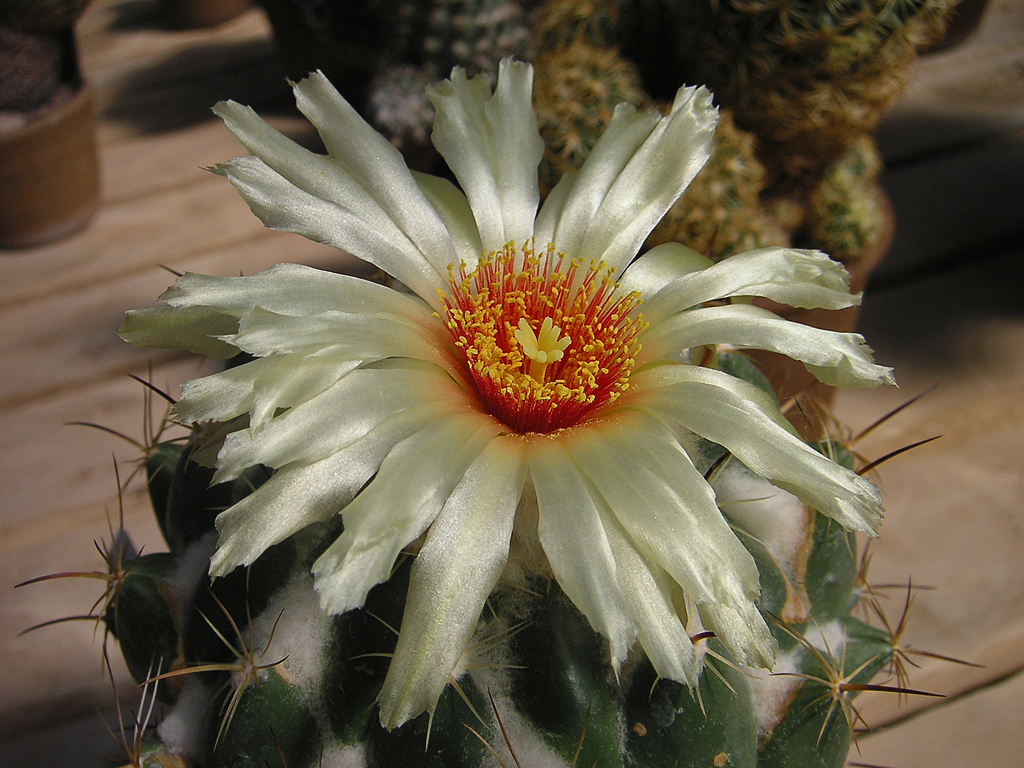
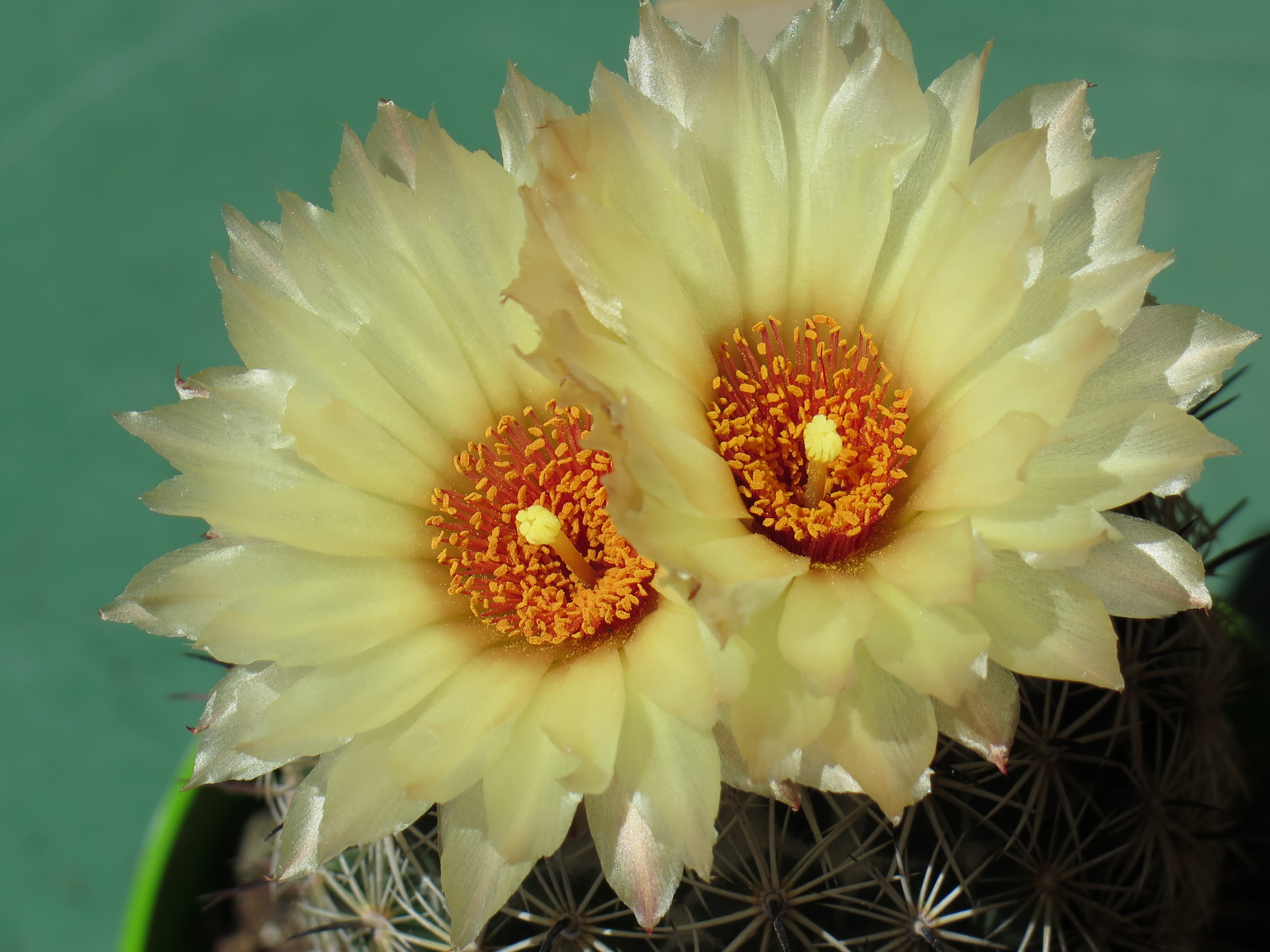